# Окини (Оклахома)
Окини (енгл. Okeene) град је у америчкој савезној држави Оклахома.

## Демографија
По попису из 2010. године број становника је 1.204, што је 36 (-2,9%) становника мање него 2000. године.
| Група             | 2000.         | 2010.         |
| Белци             | 1.170 (94,4%) | 1.040 (86,4%) |
| Афроамериканци    | 6 (0,5%)      | 5 (0,4%)      |
| Азијати           | 1 (0,1%)      | 4 (0,3%)      |
| Хиспаноамериканци | 48 (3,9%)     | 112 (9,3%)    |
| Укупно            | 1.240         | 1.204         |